# Batalha de Mulhouse
A Batalha de Mulhouse (ou Mülhausen), também chamada de Batalha de Alsácia (em francês:  Bataille d'Alsace), que começou em 9 de Agosto de 1914, foi uma batalha da Primeira Guerra Mundial entre os exércitos da França e do então Império Alemão (atual Alemanha). A batalha era parte de uma tentativa francesa de recuperar a província de Alsácia, que tinha sido cedida ao Império Alemão após a derrota da França para a Prússia e outros estados alemães independentes na Guerra Franco-Prussiana em 1870. Desde então, a França tinha o objetivo de recuperar a Alsácia-Lorena. A batalha acabou em derrota, com uma retirada total de soldados em 10 de agosto em direção à Belfort, liderados pelo general Louis Bonneau.